# Vologases III
Vologases III (ook wel gespeld als Vologaeses of Vologeses en in Perzisch als Valakhs) was koning van de Parthen van 105 tot 147. Aanvankelijk regeerde hij slechts over een deel van het rijk, maar in de loop der tijd breidde hij zijn macht steeds verder uit tot hij ten slotte over heel Parthië regeerde.

## Begin van Vologases' regering
Nog tijdens de regering van Pacorus II greep Vologases de macht. Aanvankelijk regeerde hij alleen over het oostelijk deel van het Parthische rijk.
Het lijkt erop dat Pacorus' opvolger Osroes I aanvankelijk over een groter gebied regeerde en meer invloed had dan Vologases. Vologases profiteerde van het conflict dat volgde nadat Osroes I ingreep in de troonopvolging van Armenië. Daarmee lokte hij echter een oorlog uit met de Romeinen. Keizer Trajanus veroverde Armenië en nam ook grote delen van Parthië in. Tussen 116 en 117 werd Osroes zelfs tijdelijk vervangen door Parthamaspates, die regeerde als vazalkoning voor de Romeinen. Na de verdrijving van Parthamaspates zal het rijk van Osroes nooit meer de macht ontwikkelen die het aan het begin van zijn regering had. Muntvondsten suggereren dat Osroes tegen het einde van zijn regering nog maar een klein gebied in handen had en dat Vologases langzaam maar zeker zijn invloed over vrijwel heel Parthië had uitgebreid.

## Relatie met keizer Hadrianus
Keizer Hadrianus trok zich na de dood van keizer Trajanus in 117 terug uit Mesopotamia en Armenia en herstelde de Vrede van Rhandeia. Vologases III werd erkend als Vologases I van Armenië. Gedurende Hadrianus' regering onderhield Vologases goede diplomatieke contacten met de Romeinen.
Hoewel Vologases nu over vrijwel heel Parthië regeerde, had hij nog wel te maken met Mithridates IV. Het is niet helemaal duidelijk of hij de opvolger van Osroes I was of een vazalkoning van Vologases binnen het Parthische rijk, maar dat hij zich als koning van de Parthen opstelde, blijkt uit zijn munten. Na Mithridates' dood in 140 was er nog korte tijd sprake van een andere troonpretendent (Mithridates' opvolger?), maar diens regering duurde slechts kort. Pas vanaf 140 regeerde Vologases onbetwist over heel het Parthische rijk.
In 135 vielen de Alanen, al dan niet aangespoord door Parsman II van Iberië, de Kaukasus binnen. Zij bezetten de Parthische vazalstaat Medië en delen van Armenië en Cappadocia. Uiteindelijk trokken de Alanen zich terug toen Vologases hen geschenken zond en hij steun kreeg van de Romeinse gouverneur van Cappadocia en geschiedschrijver Lucius Flavius Arrianus. Deze campagne pende hij neer in zijn boek Ektaxis kata Alanon. Een delegatie van Vologases diende bij de Senaat in Rome een aanklacht in tegen Pharasmanes.

## Laatste jaren
Toen Hadrianus werd opgevolgd door Antoninus Pius, schonk hij de nieuwe keizer een gouden kroon, zoals op een van Antoninus' munten staat afgebeeld (138).
Toch kwam het later tot een conflict tussen Vologases en Rome. Opnieuw vormde de claim op Armenië de aanleiding. Antoninus schreef Vologases echter een dreigende brief, waarop Vologases zich terugtrok en Antoninus zijn stroman Gaius Julius Sohaemus op de Armeense troon zette (144-161). Een oorlog was voorlopig afgewend. Vologases IV, de opvolger van Vologases III, voerde het plan Armenië te bezetten echter alsnog uit.

## Antieke bronnen
- Cassius Dio, lxix, 15
- Historia Augusta, Antoninus Pius, 9